# Україна на Чемпіонаті світу з легкої атлетики в приміщенні 2018
Україна на Чемпіонаті світу з легкої атлетики в приміщенні 2018, що проходив з 1 по 4 березня 2018 року в Бірмінгемі (Велика Британія), була представлена командою у складі 17 спортсменів (5 чоловіків та 12 жінок).
Склад збірної був затверджений Виконавчим комітетом ФЛАУ 22 лютого 2018 року.

## Кваліфікаційні нормативи
Крім кваліфікаційних нормативів ІААФ, для попадання на чемпіонат світу в приміщенні українські легкоатлети мали також слідувати внутрішнім нормативам відбору, затвердженим Федерацією легкої атлетики України. Зокрема, для включення до складу збірної спортсмен повинен був посісти 1-2 місце на Чемпіонаті України з легкої атлетики в приміщенні, крім випадків, коли (за умови виконання кваліфікаційного нормативу ІААФ) спортсмена рекомендували до включення до складу збірної за рішенням головної тренерської ради штатної збірної команди України з легкої атлетики.

## Призери
Національна збірна України не виборола жодної медалі на чемпіонаті. Це сталось вперше за всю історію чемпіонатів світу.

## Результати

### Чоловіки

#### Бігові види
| Дисципліна | Спортсмени | SB перед чемпіонатом | Забіги | Забіги                             | Півфінал                         | Півфінал                           | Фінал                            | Фінал                              |
| Дисципліна | Спортсмени | SB перед чемпіонатом | Час    | Загальне місце (загалом учасників) | Час                              | Загальне місце (загалом учасників) | Час                              | Загальне місце (загалом учасників) |
| ---------- | --- | -------------------- | ------ | ---------------------------------- | -------------------------------- | ---------------------------------- | -------------------------------- | ---------------------------------- |
| 400 м      | Віталій Бутрим Сумська область                                                                                                  | 46,45                | 47,45  | 19 (31)                            | До наступного раунду не потрапив | До наступного раунду не потрапив   | До наступного раунду не потрапив | До наступного раунду не потрапив   |
| 4×400 м    | Віталій Бутрим Сумська областьДанило Даниленко Волинська областьЄвген Гуцол Волинська областьОлексій Поздняков Донецька область | відсутній            | DNS    |                                    | не проводяться                   | не проводяться                     |                                  |                                    |

#### Технічні види
В технічних видах (стрибки в довжину, потрійний стрибок, стрибки у висоту, стрибки з жердиною, штовхання ядра) українські легкоатлети представлені не були.

#### Багатоборство
| Семиборство             | Олексій Касьянов Запорізька область | 6016 очок | DNF | - (12) |        |         |        |        |       |       |
| результат               | 6,95                                | 6016 очок | DNF | - (12) | 7,43 м | 14,16 м | 2,02 м | DQ     | DNS   | -     |
| місце у виді (загальне) | 5 (12)                              | 6016 очок | DNF | - (12) | 3 (12) | 8 (12)  | 3 (11) | - (10) | - (9) | - (9) |
| очки                    | 900                                 | 6016 очок | DNF | - (12) | 918    | 738     | 822    | 0      | -     | -     |

### Жінки

#### Бігові види
| Дисципліна | Спортсменки | SB перед чемпіонатом | Забіги     | Забіги                             | Півфінал                          | Півфінал                           | Фінал                             | Фінал                              |
| Дисципліна | Спортсменки | SB перед чемпіонатом | Час        | Загальне місце (загалом учасників) | Час                               | Загальне місце (загалом учасників) | Час                               | Загальне місце (загалом учасників) |
| ---------- | --- | -------------------- | ---------- | ---------------------------------- | --------------------------------- | ---------------------------------- | --------------------------------- | ---------------------------------- |
| 60 м       | Христина Стуй Київ | 7,27                 | 7,34       | 27 (47)                            | До наступного раунду не потрапила | До наступного раунду не потрапила  | До наступного раунду не потрапила | До наступного раунду не потрапила  |
| 400 м      | Анна Рижикова Дніпропетровська область                                                                                           | 52,97                | 52,96 PB   | 13 (33)                            | 52,74 PB                          | 8 (18)                             | До наступного раунду не потрапила | До наступного раунду не потрапила  |
| 800 м      | Ольга Ляхова Полтавська область                                                                                                  | 2.01,08              | 2.03,81    | 11 (15)                            | не проводяться                    | не проводяться                     | До наступного раунду не потрапила | До наступного раунду не потрапила  |
| 60 м з/б   | Анна Плотіцина Київська область                                                                                                  | 8,01                 | 8,11       | 13 (37)                            | 8,09                              | 14 (24)                            | До наступного раунду не потрапила | До наступного раунду не потрапила  |
| 4×400 м    | Тетяна Мельник КиївКатерина Климюк Рівненська областьАнна Рижикова Дніпропетровська областьАнастасія Бризгіна Запорізька область | відсутній            | 3.32,06 SB | 3 (9)                              | не проводився                     | не проводився                      | 3.31,32 SB                        | 4 (6)                              |

#### Технічні види
| Дисципліна | Спортсменки                    | SB перед чемпіонатом | Фінал     | Фінал                              |
| Дисципліна | Спортсменки                    | SB перед чемпіонатом | Результат | Загальне місце (загалом учасників) |
| --- | ------------------------------ | -------------------- | --------- | ---------------------------------- |
| Довжина | Марина Бех Хмельницька область | 6,67 м               | 6,37 м    | 10 (13)                            |
| Висота | Юлія Левченко Київ             | 1,97 м               | 1,89 м    | 5 (13)                             |
| "Бажала більшого [ніж п'яте місце]. Мети як такої виграти медаль не було, було просто бажання показати свої найкращі стрибки. А там вже одне потягло інше. Теперь же виявляється, що без гарного результату немає місця на п'єдесталі. Є бажання прийти на тренування, сісти та розібрати всі помилки. ... Нібито і підготовка була гарною, і почавалася добре, і на розминці все було нормально. Але як тільки почались змагання — нічого не виходило. Можливо, не вистачило досвіду. Все ж таки в мене його на таких змагання не так вже й багато. Зараз головне розібрати помилки та спокійно ввійти до літнього сезону." Левченко: «Хотелось большего, но не получилось» (рос.). 1 березня 2018. Архів оригіналу за 8 березня 2018. Процитовано 7 березня 2018. |                                | 1,97 м               |           |                                    |
| Ірина Геращенко Київ | 1,93 м                         | 1,84 м               | 7 (13)    |                                    |

#### Багатоборство
| П'ятиборство            | Аліна Шух Київська область | 4472 очки | 4466 очок | 7 (12) |        |         |        |         |
| результат               | 8,85 PB                    | 4472 очки | 4466 очок | 7 (12) | 1,82 м | 14,08 м | 6,09 м | 2.18,36 |
| місце у виді (загальне) | 12 (12)                    | 4472 очки | 4466 очок | 7 (12) | 5 (12) | 7 (12)  | 8 (12) | 5 (12)  |
| очки                    | 941                        | 4472 очки | 4466 очок | 7 (12) | 1003   | 799     | 877    | 846     |

## Оцінка виступу збірної
План-прогноз виступу збірної України на чемпіонаті світу в приміщенні був визначений 2 лютого рішенням Виконавчого комітету ФЛАУ як один з критеріїв успішності виконання ФЛАУ стратегічних задач на 2018 рік.
Таблиця ниже наводить порівняння прогнозних показників з реальними:
|                                        | План-прогноз                                              | Виступ |
| -------------------------------------- | --------------------------------------------------------- | --- |
| Кандидати на завоювання призових місць | Юлія Левченко Ольга Ляхова Оксана Окунєва Андрій Проценко | Юлія Левченко посіла 5 місце. Ольга Ляхова не вийшла до фіналу. Оксана Окунєва та Андрій Проценко не потрапили до остаточної заявки національної збірної на чемпіонат.               |
| Медалі                                 | 1-3                                                       | Атлети національної збірної України не вибороли жодної медалі на чемпіонаті |
| 4-8 місця                              | 4-5                                                       | Чотири місця: * жіноча естафетна збірна (4 місце) * Юлія Левченко (5 місце у стрибках у висоту) * Ірина Геращенко (7 місце у стрибках у висоту) * Аліна Шух (7 місце у п'ятиборстві) |

Президент ФЛАУ Ігор Гоцул надав наступну особисту оцінку виступу національної збірної на чемпіонаті:
Високою формою порадувала Анна Плотіцина. З оптимізмом та сподіваннями ми спостерігаємо, як відбувається становлення Аліни Шух. Перед нею тут стояло завдання не за медалі боротися, а набиратися досвіду. Що вона впевнено робить. Дуже порадувала Анна Рижикова, яка повернулася після важкої травми і показала чудовий результат на 400-метрівці, на не «коронній» своїй дистанції. А разом зі своїми подругами по команді продемонструвала фантастичну боротьбу в естафеті. Дівчата порадували нас чудовим видовищем, на рівних боролися з найсильнішими командами світу – показали характер, зрілість і колосальний потенціал.
Закулісся Бірмінгему-2018. 7 березня 2018. Архів оригіналу за 7 березня 2018. Процитовано 7 березня 2018.
Державний тренер з легкої атлетики В'ячеслав Тиртишник наступним чином оцінив виступ національної збірної на чемпіонаті:
Анна Плотіцина показала свій час, за який бігла більшу частину сезону. Вона стала 14-ю, а їхала з 16-м рейтингом. Христина Стуй була 51-ю, пробігла свої секунди… трішки гірше, ніж було, і стала 27-ю. А до потрапляння у півфінал їй не вистачило однієї сотої секунди. Вона впевнено бігла, але ця сота… Як вона і сказала, на фініші трішки «втратила» ноги.
В’ячеслав Тиртишник – про виступ команди на чемпіонаті світу у приміщенні. 7 березня 2018. Архів оригіналу за 9 березня 2018. Процитовано 8 березня 2018.

## Фото
|           |
| Аліна Шух |